# Халецкий (герб)
Халецкий (пол. Chalecki) — польский дворянский герб.

## Описание
В красном поле серебряный Абданк — символ небесного покровительства, увенчанный наконечником стрелы острием вверх. В клейноде — чёрное орлиное крыло, пронзенное стрелой вправо.

## История
Деревня Хальч Ветковского района Гомельской области расположена на правом высоком берегу реки Сож и относится к числу древнейших населенных пунктов Белоруссии. Результаты археологических раскопок свидетельствуют о том, что первые люди поселились здесь ещё примерно в пятом веке до нашей эры. Впервые Хальч упоминается в 1437 г., когда великий князь литовский и русский Свидригайло Альгердович подарил его предку Халецких, Павлу Мишковичу.
С этого времени Хальч стал резиденцией богатого рода, происходившего из черниговских бояр времен Киевской Руси, представители которого занимали важные государственные и военные должности в Литовско-Русском государстве. По наименованию наиболее крупной деревни имения — Хальча — представители этого рода стали зваться Халецкими.

## Герб используют
4 родаХалецкие (Chalecki), Голубы-Кручи (Holub-Kruczek),  Kruczek, Nawra, Nawro